# Molí de Dalt (la Coma i la Pedra)
Molí de Dalt és un molí al municipi de la Coma i la Pedra, a la comarca catalana del Solsonès.